# 全皇后 (孫亮)
全皇后（ぜんこうごう）は、三国時代の呉の廃帝孫亮の皇后。名は不明（諸説ある）。揚州呉郡銭唐県（現在の浙江省杭州市）の人。父は全尚。生母は孫恭（孫暠の三男）の娘（孫峻の姉）。兄弟は全紀。

## 経歴
全琮の族孫に当たる。容貌が美しく、人の気持ちがよく分かった。全琮の妻である孫魯班（全公主）に愛され、全公主に連れられて頻繁に参内しており、赤烏13年（250年）、皇太子として孫亮が擁立されると、全氏が全公主の薦めにより太子妃になった。
孫亮が帝位につくと、建興2年（253年）正月1日、皇后に立てられた、このとき10歳。父も城門校尉に任命され、都亭侯に封じられた。全氏一族で侯に封ぜられたのが5人にのぼり、それぞれに兵馬を指揮し、その他の者も侍郎や騎都尉となり、皇帝の側近で警護の任に当たって、呉が興って以来、外戚としてこれほど高位を占め盛んな勢力をもった一族は他に例がなかった。
太平3年（258年）、成長した孫亮は孫綝の専横を憎むようになり、その謀殺を計画するようになった。この時、全尚は全公主や将軍の劉丞らとともに、その暗殺計画に加わった。しかし、孫綝は事前に計画を知ったため、軍勢を率いて宮城を占拠し劉丞を殺害、全尚の屋敷に夜襲をかけて捕虜とした。やがて全尚は殺害された。この前の257年、叔父の全懌・全端らも魏に降った。全煕が処刑されると、全氏一族は衰えていった。
孫亮が廃位され、会稽や侯官に遷されると、全皇后も従った。夫の死後も一人で侯官に住み、その処遇が世間の同情を引いた。
天紀4年（280年）呉が晋に滅ぼされた後に故郷へ戻ったが、永寧2年（302年）に死去した。

## 備考
『三国志』孫綝伝の記述によると、全皇后は孫綝の従姉の娘であり、そのため暗殺計画を孫綝に告げた。
しかし『江表伝』によると、密告者は全皇后の母である孫綝の従姉だったともいう。計画を暴露した後、全皇后の兄弟である全紀が黄門侍郎として孫亮の命令を全尚に伝えたが、全尚がよく考えずに機密を妻に知らせたため計画が失敗した。そのため全皇后とともに孫亮から罵倒され、責任を感じて自害したという。小説『三国志演義』では、この説を採用している。